# Fermin Caram jr.

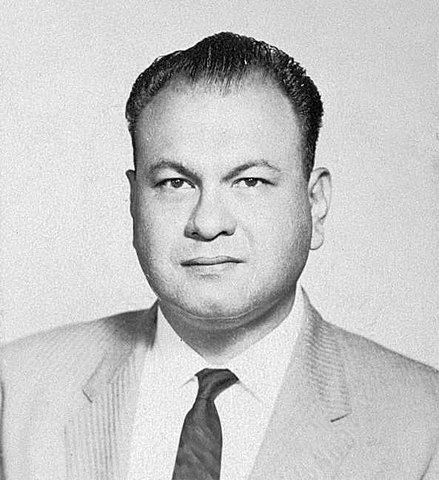
Fermin Caram jr.

Fermin Zarandin Caram jr. (Iloilo City, 9 augustus 1922 - 6 oktober 1986) was een Filipijns politicus. 

## Biografie
Fermin Caram jr. werd geboren op 9 augustus 1922 in Iloilo City in de Filipijnse provincie Iloilo. Zijn ouders waren Fermin Caram sr. en Manuela Zarandin. Hij studeerde rechten. In 1950 voltooide hij een Bachelor opleiding rechten aan de University of Iloilo. Aansluitende slaagde hij ook voor het toelatingsexamen voor de Filipijnse balie. Vier jaar later volgde een Master-diploma aan de Universidad de Madrid.
Caram jr. werd namens het 2e kiesdistrict van Iloilo tweemaal gekozen in het Filipijns Huis van Afgevaardigden, van 1966 tot 1969 en van 1970 tot 1972. Later was hij nog twee termijnen lid van de Batasang Pambansa, het Filipijnse parlement tijdens het bewind president Ferdinand Marcos. De eerste periode was van 1978 tot 1984. Daarna volgde nog een tweede periode van 1984 tot 1986. 
Caram jr overleed in 1986 op 64-jarige leeftijd. Hij was getrouwd met Rosa B. Olondriz en kreeg met haar twee zonen en een dochter.

### Boeken
- The Philippine Officials Review (1967) M & M Publications, Pasay
- Asia Research Systems (1980) The Outstanding Leaders of the Philippines, Press Foundation of Asia, Manilla

### Websites
- Online Roster of Philippine Legislators, website Filipijns Huis van Afgevaardigden (geraadpleegd op 12 juni 2020)
- Chan Robles Law Firm, Lijst met Filipijnse advocaten - I, website Chan Robles Law Firm (geraadpleegd op 12 juni 2020)
- Bron voor datum overlijden (16 april 2009)